# Darwin Phelps

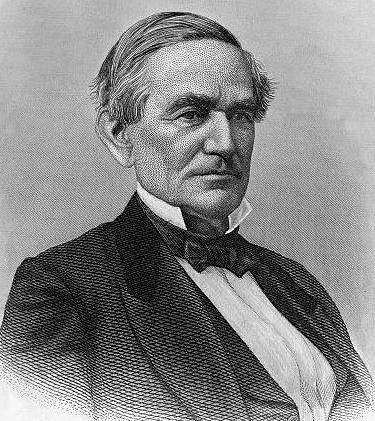
Darwin Phelps

Darwin Phelps (* 17. April 1807 in East Granby, Hartford County, Connecticut; † 14. Dezember 1879 in Kittanning, Pennsylvania) war ein US-amerikanischer Politiker. Zwischen 1869 und 1871 vertrat er den Bundesstaat Pennsylvania im US-Repräsentantenhaus.

## Werdegang
Darwin Phelps wuchs als Waisenkind bei seinen Großeltern in Portage im Staat Ohio auf, wo er die öffentlichen Schulen besuchte. Danach studierte er an der Western University of Pennsylvania in Pittsburgh. Nach einem anschließenden Jurastudium in Pittsburgh und seiner Zulassung als Rechtsanwalt begann er ab 1835 in Kittanning in diesem Beruf zu arbeiten. Dort war er zwischen 1844 und 1861 acht Mal Ortsvorsteher (Burgess). Außerdem gehörte er 1841 und 1848 dem dortigen Gemeinderat an. Er war auch Kuratoriumsmitglied der Kittanning Academy. Politisch schloss er sich in den 1850er Jahren der Republikanischen Partei an. Im Jahr 1856 kandidierte er erfolglos für das Amt des Auditor General seines Staates. Im Mai 1860 nahm er als Delegierter an der Republican National Convention in Chicago teil, auf der Abraham Lincoln als Präsidentschaftskandidat nominiert wurde. Während des Bürgerkrieges wurde er im Jahr 1862 Major der Staatsmiliz. Im Jahr 1865 saß er als Abgeordneter im Repräsentantenhaus von Pennsylvania.
Bei den Kongresswahlen des Jahres 1868 wurde Phelps im 23. Wahlbezirk von Pennsylvania in das US-Repräsentantenhaus in Washington, D.C. gewählt, wo er am 4. März 1869 die Nachfolge von Thomas Williams antrat. Da er im Jahr 1870 auf eine weitere Kandidatur verzichtete, konnte er bis zum 3. März 1871 nur eine Legislaturperiode im Kongress absolvieren. Während dieser Zeit wurde der 15. Verfassungszusatz ratifiziert.
Nach dem Ende seiner Zeit im US-Repräsentantenhaus trat Darwin Phelps politisch nicht mehr in Erscheinung. Er starb am 14. Dezember 1879 in Kittanning, wo er auch beigesetzt wurde.